# 10737 Brück
10737 Brück eller 1988 DZ4 är en asteroid i huvudbältet som upptäcktes den 25 februari 1988 av den australiensiske astronomen Robert H. McNaught vid Siding Spring-observatoriet. Den är uppkallad efter astronomen Hermann Brück.
Den tillhör asteroidgruppen Hungaria.